# WTA Tour Championships 2010
Tenisový turnaj WTA Tour Championships 2010, známý také jako Sony Ericsson Championships či Turnaj mistryň, se konal ve dnech 26.–31. října, potřetí a naposledy v katarském hlavním městě Dauhá. Hrálo se venku v areálu Khalifa International Tennis and Squash Complex na kurtech s tvrdým povrchem. Jednalo se o závěrečný turnaj sezóny, jehož se účastnilo osm nejvýše postavených – nejlepších tenistek dané sezóny podle žebříčku WTA Champions Race. Odměny činily 4 500 000 USD.
Obhájkyně titulu Serena Williamsová kvalifikovaná již 1. října do turnaje nenastoupila pro protrahované poranění nohy. Poslední turnaj odehrála ve Wimbledonu. Obhájkyně vítězství ve čtyřhře Španělky Nuria Llagosteraová Vivesová a María José Martínezová Sánchezová se nekvalifikovaly.
Ruská hráčka Jelena Dementěvová ohlásila po odehrání třetího utkání základní skupiny ukončení profesionální kariéry, která tak trvala třináct let a během níž si ve dvouhře zahrála dvě grandslamová finále.

## Dvouhra

### Nasazení hráček
| Pořadí | Hráčka                 | Body | Turnajů | Kvalifikována dne |
| ------ | ---------------------- | ---- | ------- | ----------------- |
| 1.     | Caroline Wozniacká     | 7270 | 21      | 29. září          |
| 2.     | Věra Zvonarevová       | 6096 | 18      | 1. října          |
| —      | Serena Williamsová     | 5355 | 12      | (zranění nohy)    |
| 3.     | Kim Clijstersová       | 5295 | 13      | 2. října          |
| —      | Venus Williamsová      | 4985 | 14      | (zranění kolene)  |
| 4.     | Francesca Schiavoneová | 4595 | 21      | 6. října          |
| 5.     | Samantha Stosurová     | 4572 | 18      | 6. října          |
| 6.     | Jelena Jankovićová     | 4236 | 18      | 22. října         |
| 7.     | Jelena Dementěvová     | 4085 | 20      | 9. října          |
| 8.     | Viktoria Azarenková    | 3935 | 20      | 20. října         |

### Finanční odměny a body
| Výsledek                   | Prize money | Body3 |
| -------------------------- | ----------- | ----- |
| Vítězka                    | +$770 000   | +450  |
| Finalistka                 | +$380 000   | +360  |
| Základní skupina (3 výhry) | $400 000    | 690   |
| Základní skupina (2 výhry) | $300 000    | 530   |
| Základní skupina (1 výhra) | $200 000    | 370   |
| Základní skupina (0 výher) | $100 000    | 210   |
| Náhradnice                 | $50 000     | –     |

- 3 Za každý zápas v základní skupině hráčka získala navíc automaticky 70 bodů a za každou výhru dalších 160 bodů.

### Finálová fáze
|  | Semifinále | Semifinále         | Semifinále       | Semifinále | Semifinále |   |                    | Finále | Finále | Finále | Finále | Finále |
|  |            |                    |                  |            |            |   |                    |        |        |        |        |        |
|  | 1          | Caroline Wozniacká | 7                | 6          |            |   |                    |        |        |        |        |        |
|  | 2          | Věra Zvonarevová   | 5                | 0          |            |   |                    |        |        |        |        |        |
|  | 2          | Věra Zvonarevová   | 5                | 0          |            | 1 | Caroline Wozniacká | 3      | 7      | 3      |        |        |
|  |            |                    |                  |            |            | 1 | Caroline Wozniacká | 3      | 7      | 3      |        |        |
|  |            | 3                  | Kim Clijstersová | 6          | 5          | 6 |                    |        |        |        |        |        |
|  | 3          | 3                  | Kim Clijstersová | 6          | 5          | 6 | Kim Clijstersová   | 7      | 6      |        |        |        |
|  | 3          |                    |                  |            |            |   | Kim Clijstersová   | 7      | 6      |        |        |        |
|  | 5          | Samantha Stosurová | 63               | 1          |            |   |                    |        |        |        |        |        |

### Základní skupiny

#### Kaštanová skupina

##### Výsledky
Výsledky
| Zápas                                               | Výsledek         |
| Caroline Wozniacká (1) – Jelena Dementěvová (7)     | 6-1, 6-1         |
| Samantha Stosurová (5) – Francesca Schiavoneová (4) | 6-4, 6-4         |
| Samantha Stosurová (5) – Caroline Wozniacká (1)     | 6-4, 6-3         |
| Jelena Dementěvová (7) – Samantha Stosurová (5)     | 4-6, 6-4, 7-6(4) |
| Caroline Wozniacká (1) – Francesca Schiavoneová (4) | 3-6, 6-1, 6-1    |
| Francesca Schiavoneová (4) – Jelena Dementěvová (7) | 6-4, 6-2         |

##### Pořadí
Tabulka
| Pořadí | Tenistka                   | Zápasy Výhry – Prohry | Sety Výhry – Prohry | Bilance gamů |
| 1.     | Samantha Stosurová (5)     | 2-1                   | 5-2                 | 40-32        |
| 2.     | Caroline Wozniacká (1)     | 2-1                   | 4-3                 | 34-22        |
| 3.     | Francesca Schiavoneová (4) | 1-2                   | 3-4                 | 16-27        |
| 4.     | Jelena Dementěvová (7)     | 1-2                   | 2-5                 | 19-28        |

#### Bílá skupina

##### Výsledky
| Zápas                                            | Výsledek      |
| ------------------------------------------------ | ------------- |
| Věra Zvonarevová (2) – Jelena Jankovićová (6)    | 6-3, 6-0      |
| Věra Zvonarevová (2) – Viktoria Azarenková (8)   | 7-6(4), 6-4   |
| Kim Clijstersová (3) – Jelena Jankovićová (6)    | 6-2, 6-3      |
| Kim Clijstersová (3) – Viktoria Azarenková (8)   | 6-4, 5-7, 6-1 |
| Věra Zvonarevová (2) – Kim Clijstersová (3)      | 6-4, 7-5      |
| Jelena Jankovićová (6) – Viktoria Azarenková (8) | 4-6, 1-6      |

##### Pořadí
| Pořadí | Tenistka                | Zápasy Výhry – Prohry | Sety Výhry – Prohry | Bilance gamů |
| ------ | ----------------------- | --------------------- | ------------------- | ------------ |
| 1.     | Věra Zvonarevová (2)    | 3-0                   | 6-0                 | 25-13        |
| 2.     | Kim Clijstersová (3)    | 2-1                   | 4-3                 | 29-17        |
| 3.     | Viktoria Azarenková (8) | 1-2                   | 3-4                 | 22-30        |
| 4.     | Jelena Jankovićová (6)  | 0-3                   | 0-6                 | 8-24         |

## Čtyřhra

### Nasazené páry
| Pořadí | Pár                                    | Body  | Turnaje | Kvalifikovány dne |
| ------ | -------------------------------------- | ----- | ------- | ----------------- |
| 1      | Gisela Dulková Flavia Pennettaová      | 8 581 | 16      | 14. září          |
| 2      | Květa Peschkeová Katarina Srebotniková | 6 596 | 17      | 29. září          |
| —      | Serena Williamsová Venus Williamsová   | 5 500 | 4       | zraněné           |
| 3      | Lisa Raymondová Rennae Stubbsová       | 5 104 | 18      | 7. října          |
| 4      | Vania Kingová Jaroslava Švedovová      | 4 978 | 10      | 7. října          |

### Finanční odměny a body
| Výsledek       | Prize money/pár | Body WTA |
| -------------- | --------------- | -------- |
| Vítězky        | $ 375 000       | 1500     |
| Finalistky     | $ 187 500       | 1050     |
| Semifinalistky | $ 93 750        | 690      |